# Epitafios
Epitafios es una serie de televisión argentina producida por Pol-Ka Producciones para HBO Latinoamérica, la cual se encargó de su transmisión para toda Latinoamérica y el Caribe. Protagonizada por Julio Chávez y Cecilia Roth. Coprotagonizada por Paola Krum, Luis Luque, Daniel Fanego, Alejandro Awada, Juan Minujín y Natalia Lobo. Antagonizada por Antonio Birabent y Leonardo Sbaraglia. También, contó con la actuación especial del primer actor Lito Cruz. La serie fue emitida en otros canales luego de su emisión original en HBO, en paquete básico para Latinoamérica por el canal A&E Mundo, por Canal+ para España y por Canal 13 para Argentina. Fue estrenada el 14 de agosto de 2004 en toda Latinoamérica.
La historia trata sobre un oficial de policía retirado que intenta capturar a un asesino en serie que por medio de un epitafio con pistas anuncia quién será su próxima víctima. Epitafios es la primera serie producida para HBO en Latinoamérica, fue rodada en Argentina en formato de cine 16 mm.
Fue la primera producción original desarrollada con promociones para formato móvil de video. Un acuerdo promocional entre HBO Latín America y Personal. La campaña fue diseñada y desarrollada por Gustavo Mónaco y Jesús Rodríguez

## Argumento

### Temporada 1
La trama, escrita por los hermanos Walter y Marcelo Slavich, comienza cuando el agente Renzo Márquez (Julio Chávez) abandona la policía al sentirse responsable por la muerte de inocentes durante una toma de rehenes en una escuela local. Cinco años más tarde, un cuerpo aparece brutalmente mutilado. Todo parece indicar que el crimen se relaciona con los eventos que motivaron el retiro de Renzo. A partir de ese momento, comienza una cruel venganza de Bruno Costas (Antonio Birabent), un brillante asesino en serie que predice el destino de sus víctimas a través de enigmáticos epitafios.
Bajo el asedio del asesino, la psiquiatra Laura Santini (Paola Krum), también involucrada en los sucesos de la escuela, se ve obligada a reunirse con Renzo. Juntos deberán enfrentar los fantasmas de su pasado e intentar desvelar cada uno de los misteriosos epitafios, sin imaginar que la llegada de la detective de homicidios Marina Segal (Cecilia Roth) dará un giro inesperado a los acontecimientos.

### Temporada 2
La segunda temporada de la serie Epitafios fue estrenada el domingo 19 de abril de 2009 a las 22:00 horas por HBO, protagonizada por Cecilia Roth, Leonardo Sbaraglia y Julio Chávez.
Los detectives Renzo Márquez y Marina Segal, regresan bajo el mando del comisario Mazzoni, interpretado por Daniel Fanego. Esta vez deben resolver el caso de un asesino con doble personalidad que se encarga de retratar sus crímenes con su cámara fotográfica. Para ello cuentan con la ayuda de XL, un paciente psiquiátrico interpretado por Alejandro Awada, quien puede predecir los próximos pasos del criminal.

## Personajes

### Temporada 1
- Renzo Marquez: Expolicía que vuelve a la acción para combatir el plan psicópata de un asesino en serie. Es un hombre violento, muy impulsivo, que vive sumido en una profunda depresión como consecuencia de un hecho del pasado en el que estuvo involucrado. No se lleva bien con los límites, pero es una persona sumamente ética y leal.
- Marina Segal: Detective de homicidios que aparece para ayudar a develar el misterio. Lleva una vida al extremo y no le tiene miedo a la muerte. Suele jugar a la ruleta rusa. No le importaría morir ni en una situación de trabajo, ni en una situación de juego.
- Martín Jiménez: Policía que remplazó a Renzo Márquez como compañero de Benítez después de la muerte de los jóvenes. Cuando Benítez muere y Márquez vuelve a la división, se convierte en su compañero.
- Laura Santini: Psiquiatra, separada, madre de un hijo de 6 años y con un pasado que le pesa. Después de 5 años se reencuentra con Renzo, a quien conoció en la tragedia que les cambió la vida. Es una mujer capaz de pensar en los momentos en los que no se puede pensar, es capaz de mantenerse fría. Es inteligente, pretende tener todo en orden, en su lugar, acomodado y etiquetado.
- Bruno Costas: Asesino serial cuyo único objetivo es la venganza. Es muy seductor y extremadamente meticuloso. Su mayor arma es la inteligencia. En su vida hay una actitud científica, una actitud de micromundo, de mundo propio, muy rico y lleno de matices y también una sensación constante de ser niño, de ser muy frágil, de ser alguien con el dolor a flor de piel.

## Asesinatos

### Temporada 1
- La alumna Sofía Peña: Acusó falsamente de acoso al profesor Peñalver y ocasionó su despido.
- El profesor Santiago Peñalver: es el asesino directo de los cuatro jóvenes que fallecieron en los sucesos que dieron pie a la venganza.
- La contadora Graciela: se negó a pagar al profesor Peñalver su justa indemnización, causando que este enloquezca y mate a los jóvenes.
- El Comisario Benítez: oficial a cargo de la investigación.
- El maestro: obliga a los alumnos a quedarse fuera de tiempo para completar un experimento, por lo que estos se vuelven víctimas del profesor.
- El director Feldman: es quien llama a la policía provocando el incidente.
- Gálvez: padre de uno de los alumnos muertos, es cómplice del asesino y es muerto por este.
- Mujica: padre de otro de los alumnos muertos. También es cómplice del asesino y también es muerto por él.
- El alumno Fernando Spinelli: compañero de las víctimas, causa la muerte de sus amigos al no presentarse ocasionando que se queden después de clase para completar lo que él no hizo. Por esto, siguen en la escuela cuando enloquece el profesor.
- Sra. Spinellí: madre del anterior, es asesinada después de su hijo, ya que conocía la identidad del asesino.
- Oficial Martín Jiménez: oficial compañero de Marquez, muere cuando quiere salvar al director Feldman.
- La Profesora Sobral: si bien ella no fue responsable de las muertes directamente, en la época previa al incidente arruinó la relación sentimental que existía entre el asesino y uno de los muchachos muertos.
- Sidesky: empleado de una agencia de turismo en la que trabajó el asesino, muere luego de aportar información sobre este a Marina Segal.
- 12 personas no identificadas: mueren por represalia del asesino contra la policía por exponer su fotografía.
- Empleado de la funeraria: muere luego de ayudar al asesino por sugerirle que puede ayudarlo a olvidar al muchacho del que estaba enamorado.
- El Doctor Paz, forense: muere por haber hecho la autopsia al cadáver de uno de los muchachos del colegio, lo que el asesino entiende fue un sufrimiento extra e innecesario.

## Elenco
- Julio Chávez (Renzo Márquez)
- Paola Krum (Laura Santini)
- Antonio Birabent (Bruno Costas)
- Cecilia Roth (Marina Segal)
- Luis Luque (Comisario Jiménez)
- David Masajnik (Martín Jiménez)
- Villanueva Cosse (Marcos Márquez)
- Leonardo Sbaraglia (Asesino)
- Daniel Fanego (Comisario Mazzoni)
- Alejandro Awada (Alfonso Velázquez)
- Juan Minujín (Mariano Lagos)
- Natalia Lobo (Dra. Gabriela Fridman)

### Actuaciones especiales
- Lito Cruz (†) (Benítez)
- Luis Machín (Santiago Peñalver)
- Oscar Ferreiro (†) (Gálvez)
- Fernando Peña (†) (Joven Ruleta)
- Leonora Balcarce (Sofía Peña)
- Lucrecia Capello (†) (Graciela)
- Norman Briski (Feldman)
- Esther Goris (Sra. Spinelli)
- Daniel Hendler (Gustavo Echeverría)
- Jorge Marrale (Sr. Costas)
- Peto Menahem (Sidesky)
- Martín Gianola (†) (Saldaña)
- Pepe Monje (Rulo)
- Eduardo Narvay (Policía)
- Alejo Ortiz (Fernando Spinelli)
- Atilio Pozzobon (Ortiz)
- Diego Gentile (Gustavo Godoy)
- Rafael Ferro (Fernán)
- Carlos Portaluppi (Dr. Morini)
- Ezequiel Diaz (Novio de Sofía)
- Ernesto Claudio (Carlos)
- Gabo Correa (Gómez)
- Daniel Hendler (Gustavo Echevarría)
- Manuel Vicente (Catalani)
- Pepe Monje (Rulo)
- Marcos Woinsky (Roca)
- Guido Massri (Alejandro Mujica)
- Elita Aizemberg (Profesora Sobral)
- Carlos Weber (Dr. Paz)
- Cristina Murta (Sra. Mujica)
- Natalia Royo (Marcia Lainez)
- Cristina Fridman (Secretaria)
- Lautaro Delgado (Amigo de Gustavo)
- Mabel Pessen (Elsa)
- Néstor Zacco (Médico de Marina)
- Luis Ziembrowski (Técnico de  Laboratorio)
- Beatriz Dellacasa (Sra. Lainez)
- Adriana Ferrer (Notera)
- Atilio Pozzobon (Ortiz)
- Vilma Mega (Empleada de Lesky)
- Eva Adanaylo (Sra. Feldman)
- Manuel Segovia (Nico)
- Pablo Carnaghi (Ezequiel)
- Hernán Jiménez (Técnico)
- Jorge Suárez (Empleado de la Funeraria)
- Miguel Guerberof (Profesor Lesky)
- Bruno Martínez (Luciano Grossi)
- Leonardo Stivelman (Ferrari)
- Agustín Diaz (Mariano Gálvez)
- María Marull (Chica del Parque)
- Antonio Ugo ( Veterano)
- Daniel Campomenosi (Hombre en el Baño)
- Gustavo MacLennan (Hombre en el baño 2)
- Daniel Chocarro (Conserje)
- Dario Levy (Sereno de un Galpón)
- Angela Ragno (Vecina Gálvez)
- Susana Carta (Profesora)
- Laura Palmucci ( Madre de Martin)
- Rubén Noceda (Roldán)
- Julián Cavero (Policía)
- Victoria Aragon (Enfermera)
- Salvador Bivachí (Médico de Gustavo)
- Ana Franchini (Sra. Costa)
- Carolina Noriega (Cajera del Banco)
- Marcelo D'Andrea (Regente)
- Carlos Rivkin (Sereno)
- Eliana Jofre (Maestra)
- Zulema Galperin (Madre de Marina)
- Anabella Blanco (Mujer en el ascensor)
- Luciana Bashkansky ( Amante de Sidesky)

```
   TEMPORADA 2
 
   "ACTUACIONES ESPECIALES"
```

- Roberto Monzo (Suncho)
- Antonella Costa (María)
- Nahuel Pérez Biscayart (Pablo)
- Mercedes Scápola (Serena)
- Carlos Belloso (Díaz)
- Vando Villamil  (Marido de Maria)
- Tony Lestingi (Jefe de laboratorio/Cómplice del Asesino)
- Horacio Peña (Funcionario)
- Fito Yanelli (Técnico del Laboratorio)
- Diego Gentile (Gustavo Godoy)
- Pablo Krinsky (Fernando Ronda)
- Luis Sabatini (Fotógrafo Brigada)
- Mario Alarcón (Emilio Ronda)
- María Fernanda Callejón (María Picardi)
- Salo Pasik (Sereno)
- Susana Ortiz (Sra. Ronda)
- Marta Riveros (Nuria)
- Humberto Serrano (Huez)
- Oscar Alegre (Sr. Pardo)
- Claudio Rissi (Suárez)
- Damian Canducci (Custodio)
- Luciano Cazaux (Custodio 2)
- Soledad Comasco (Malena Rosati)
- Pablo Razuk (Policía)
- Martin Piñol (Policía casa de Enzo)
- Luis Ali (Vendedor de celular)
- Ezequiel Campa (Leonardo Castillo)
- Stella Gallazzi (Sra. Salinas)
- Silvia Dotta (Empleada casa de fotos)
- Tupac Larriera (Fernando Ronda niño)
- Hernán Chiozza (Periodista)
- Eugenia Alonso (Empleada casa de fotos)
- Marcelo Savignone (Policía Cientifica)
- Jorge Varas (Custodio)
- Adrián Spinelli (Cartero)
- Jimena La Torre (Empleada de un local)
- Elvira Villarino (Doctora)
- Emilio Bardi (Conductor del Tren)
- Jorge Prado (Jefe del operativo)
- Mónica Lairana (Mujer Policía)
- Ricardo Frigerio (Sr. Achaval)
- Jorge Szechter (Dr. Ramos)
- Pompeyo Audivert (Dr. Brodsky)
- Carlos Mele (Taxista)
- Pablo Chao (Técnico Computadora)
- Mariela Ballarino (Hermana de Suncho)
- Gustavo Pardi (Policía)

## Producción
- Productor: Diego Andrasnik
- Coproductor: Fernando Blanco
- Productores Ejecutivos: Luis Peraza, Adrián Suar
- Director de Contenidos: Víctor Tevah
- Música Original: Iván Wyszogrod
- Edición: Alejandro Alem, Alejandro Parysow
- Dirección de Arte: Horacio Pigozzi
- Dirección de Fotografía: Guillermo Zappino, Jorge Fernandez, Miguel Abal

## Curiosidades
- La dirección ha estado en manos de dos cineastas: Alberto Lecchi ("Secretos compartidos") y Jorge Nisco (director de series argentinas como "Por el Nombre de Dios" o "099 Central"), que se han alternado cada dos capítulos, para aportar dos miradas a la historia. El rodaje de cada episodio ha durado entre dos y tres semanas, una cifra inusual en el medio televisivo, donde generalmente cada entrega se graba en cinco días. La música la ha compuesto el prestigioso compositor Iván Wyszogrod, reconocido por sus trabajos en las bandas sonoras de las películas "Territorio Comanche" y "El Hijo de la Novia", entre otras. Los efectos especiales juegan un papel muy importante. Se han utilizado técnicas digitales para la reconstrucción de escenas de crimen en 3D y un extraordinario maquillaje que permite mantener una línea efectista sin caer en lo morboso.

- La versión en "español neutro" fue estrenada en Australia en mayo de 2007, en el canal de aire SBS; y repetida en noviembre de 2008 en el mismo canal.

- Esta serie es una de las dos oportunidades en que Paola Krum tiene un personaje con el nombre de Laura. La otra es la teleserie Montecristo.

- La patente del auto que usa Renzo Marquez (Julio Chávez), es CSI, como la reconocida serie de crimen CSI (Crime Scene Investigation).

## Premios

### Nominaciones
- Martín Fierro 2008
  - Mejor unitario y/o miniserie
  - Julio Chávez: Actor protagonista de unitario y/o miniserie
  - Cecilia Roth: Actriz protagonista de unitario y/o miniserie
  - Paola Krum: Actriz protagonista de unitario y/o miniserie
  - Luis Luque: Actor de reparto en drama
  - Norman Briski: Participación especial en ficción
  - Alberto Lecchi y Jorge Nisco: Director

- - Premio a mejor sitio web promocional de televisión - Ojo de Iberoamérica - Webar - Gustavo Mónaco - HBO Latin America